# Challenger de Guimarães
El Guimarães Open es un torneo de tenis celebrado en Guimarães, Portugal desde 2013. El evento forma parte del ATP Challenger Tour y se juega en canchas duras.

## Finales anteriores

### Individuales
| Año  | Campeón    | Finalista    | Resultado |
| ---- | ---------- | ------------ | --------- |
| 2013 | João Sousa | Marius Copil | 6-3, 6-0  |

### Dobles
| Año  | Campeón                            | Finalista                         | Resultado         |
| ---- | ---------------------------------- | --------------------------------- | ----------------- |
| 2013 | James Cluskey Maximilian Neuchrist | Roberto Ortega Ricardo Villacorta | 6-7(5) 6-2 [10-8] |